# Emile Meyer
Pour les articles homonymes, voir Meyer.
Emile Meyer est un acteur américain né le 18 août 1910 à La Nouvelle-Orléans, en Louisiane, et mort à Covington, dans le Kentucky, aux États-Unis, de la maladie d'Alzheimer, le 19 mars 1987. Il est inhumé à La Nouvelle-Orléans, au cimetière de Greenwood. 
Dans ses films, Emile Meyer a beaucoup interprété des rôles de durs à cuire et de bandits. Dans L'Homme des vallées perdues de George Stevens, il campait un éleveur de bétail véreux (Rufus Ryker) du Wyoming voulant s'emparer de la terre des cultivateurs de la vallée.

## Filmographie partielle
- 1950 : Panique dans la rue (Panic in the Streets) d'Elia Kazan
- 1951 : La Grande Nuit (The Big Night) de Joseph Losey
- 1951 : Le peuple accuse O'Hara (The People Against O'Hara) de John Sturges
- 1952 : Maître après le diable (Hurricane Smith) de Jerry Hopper
- 1952 : La Ruelle du péché (Glory Alley) de Raoul Walsh
- 1952 : Au pays de la peur (The Wild North) d'Andrew Marton
- 1953 : Filles dans la nuit (Girls in the Night) de Jack Arnold
- 1953 : La Jolie Batelière (The Farmer Takes a Wife) d'Henry Levin
- 1953 : L'Homme des vallées perdues (Shane) de George Stevens
- 1954 : Le Bouclier du crime (Shield for Murder) de Howard W. Koch et Edmond O'Brien
- 1954 : Les Révoltés de la cellule 11 (Riot in Cell Block 11) de Don Siegel
- 1954 : Quatre étranges cavaliers (Silver Lode) d'Allan Dwan
- 1954 : Dans les bas-fonds de Chicago (The Human Jungle) de Joseph M. Newman
- 1955 : L'Homme au bras d'or (The Man With the Golden Arm) d'Otto Preminger
- 1955 : L'Homme au fusil (Man with the Gun) de Richard Wilson
- 1955 : La Plume blanche (White Feather) de Robert D. Webb
- 1955 : Graine de violence (Blackboard Jungle) de Richard Brooks
- 1955 : Les Implacables (The Tall Men) de Raoul Walsh
- 1956 : La Horde sauvage (The Maverick Queen) de Joseph Kane
- 1956 : Légitime Défense (Gun the Man Down) d'Andrew McLaglen
- 1956 : La Proie des hommes (Raw Edge) de John Sherwood : Pop Penny
- 1957 : L'Ennemi public (Baby Face Nelson) de Don Siegel
- 1957 : Les Sentiers de la gloire (Paths of Glory) de Stanley Kubrick
- 1958 : The Lineup de Don Siegel
- 1959 : Terre de violence (Good Day for a Hanging) de Nathan Juran : maréchal Hiram Cain
- 1967 : La Poursuite des tuniques bleues (A Time for Killing) de Phil Karlson